# Comuna Iasnopilșciîna, Lîpova Dolîna
Iasnopilșciîna (în ucraineană Яснопільщина) este o comună în raionul Lîpova Dolîna, regiunea Sumî, Ucraina, formată din satele Iasnopilșciîna (reședința), Ivanivka, Koțupiivka și Makiivske.

## Demografie
Componența lingvistică a comunei Iasnopilșciîna
     Ucraineană (98,48%)
     Rusă (1,11%)
     Alte limbi (0,41%)
Conform recensământului din 2001, majoritatea populației comunei Iasnopilșciîna era vorbitoare de ucraineană (98,48%), existând în minoritate și vorbitori de rusă (1,11%).